# Kostaryka na letnich igrzyskach olimpijskich
Kostaryka wystartowała po raz pierwszy na letnich IO w 1936 roku na igrzyskach w Berlinie. Kolejny start miał miejsce 28 lat później na igrzyskach w Tokio w 1964 roku i od tamtej pory Kostaryka wystartowała na wszystkich letnich igrzyskach. Do tej pory jedyne medale Kostaryki na LIO zostały zdobyte przez siostry pływaczki Claudię (złoto i 2 brązy) oraz Silvię Poll (srebro).

## Klasyfikacja medalowa
| Olimpiada           | Złoto | Srebro | Brąz | Razem |
| ------------------- | ----- | ------ | ---- | ----- |
| 1936 Berlin         | 0     | 0      | 0    | 0     |
| 1964 Tokio          | 0     | 0      | 0    | 0     |
| 1968 Meksyk         | 0     | 0      | 0    | 0     |
| 1972 Monachium      | 0     | 0      | 0    | 0     |
| 1976 Montreal       | 0     | 0      | 0    | 0     |
| 1980 Moskwa         | 0     | 0      | 0    | 0     |
| 1984 Los Angeles    | 0     | 0      | 0    | 0     |
| 1988 Seul           | 0     | 1      | 0    | 1     |
| 1992 Barcelona      | 0     | 0      | 0    | 0     |
| 1996 Atlanta        | 1     | 0      | 0    | 1     |
| 2000 Sydney         | 0     | 0      | 2    | 2     |
| 2004 Ateny          | 0     | 0      | 0    | 0     |
| 2008 Pekin          | 0     | 0      | 0    | 0     |
| 2012 Londyn         | 0     | 0      | 0    | 0     |
| 2016 Rio de Janeiro | 0     | 0      | 0    | 0     |
| 2020 Tokio          | 0     | 0      | 0    | 0     |
| 2024 Paryż          | 0     | 0      | 0    | 0     |
| Razem               | 1     | 1      | 2    | 4     |

### Według dyscyplin
| Dyscyplina | Złoto | Srebro | Brąz | Razem |
| ---------- | ----- | ------ | ---- | ----- |
| pływanie   | 1     | 1      | 2    | 4     |
| Razem      | 1     | 1      | 2    | 4     |